# Кримінальне провадження проти Кенні Роланда Лікескоґа
Кримінальне провадження проти Кенні Роланда Лікескоґа (2002) C-99/00 — справа Європейської Унії, яка стосується преюдиційних запитів до Суд Справедливости.

## Зміст
За шведським законодавством, апеляційний суд, Hovrätt, не може надсилати апеляції до Верховного суду, оскільки Högsta domstol повинен дозволити їх прийняти. Питання полягало в тому, чи повинен він звертатися до Суду Справедливости.

## Судове рішення
Суд постановив, що національний суд, рішення якого може бути оскаржене тільки в тому випадку, якщо Верховний суд визнає його прийнятним, не є судом, проти рішення якого не існує засобів судового захисту. Однак якщо виникає питання тлумачення, то згідно зі статтею 234(3) Högsta domstol зобов'язаний подати преюдиційний запит або під час розгляду питання про прийнятність, або пізніше.